# Israel Zachariæ Torpadius
Israel Zachariæ Torpadius, född 1638 i Torpa församling, Östergötlands län, död 20 december 1684 i Torpa församling, Östergötlands län, var en svensk präst.

## Biografi
Israel Torpadius föddes 1638 i Torpa församling. Han var son till kyrkoherden Zacharias Jonæ Torpadius och Ingeborg Larsdotter. Torpadius blev 1658 student vid Uppsala universitet och prästvigdes 11 december 1668. Han blev 1 juli 1672 kyrkoherde i Torpa församling. Torpadius avled 1684 i Torpa församling.

## Familj
Torpadius gifte sig 12 juni 1670 med Margareta Hval (1648–1732). Hon var dotter till kyrkoherden Elias Hval i Linderås församling. De fick tillsammans barnen fogden Zacharias Torpadius (född 1671) på Narva slott, auditören Samuel Torpadius (född 1672) i Karlskrona, Elias Torpadius (1673–1679), kyrkoherden Jonas Torpadius i Kristbergs församling, Ingeborg Torpadius (1676–1678), kyrkoherden Andreas Torpadius (född 1678) i Hägerstads församling, borgmästaren Elias Torpadius (1680–1747) i Stockholm, Anna Torpadius (född 1680) och Daniel Torpadius (född 1682). Efter Torpadius död gifte Margareta Hval om sig med kyrkoherden Nicolaus Reftelius i Torpa församling och senare med kyrkoherden Bartholdus Kuuse i Torpa församling.